# Apimondia
Apimondia sau Federația Internațională a Asociațiilor de Apicultori și a fost creată în 1893 pentru a susține apicultura la nivel internațional. Obiectivul principal al organizației este de a stabili relații între persoane și asociații dedicate apiculturii. Pentru cunoașterea tuturor informațiilor științifice din domeniu, organizația publică revista Apiacta, iar la un interval de doi ani, organizează congresul Apimondia la care iau parte oameni de știință și apicultori reuniți în diferite țări din pe cele cinci continente ale lumii.

## Fundația Apimondia
Institutul Internațional de Tehnologie și Economie Apicolă (IITEA), a fost înființat în 1970 de către Apimondia, cu obiectivul de continua activitățile tehnice și economice cu scopul de a promova apicultura. Institutul are sediul în România.

## Istoria Apimondia
| Nr      | An   | Oraș             | Țară           |
| I       | 1897 | Bruxelles        | Belgia         |
| II      | 1900 | Paris            | Francia        |
| III     | 1902 | 's-Hertogenbosch | Olanda         |
| IV      | 1910 | Bruxelles        | Belgia         |
| V       | 1911 | Torino           | Italia         |
| VI      | 1922 | Marsilia         | Franța         |
| VII     | 1924 | Quebec           | Canada         |
| VIII    | 1928 | Torino           | Italia         |
| IX      | 1932 | Paris            | Franța         |
| X       | 1935 | Bruxelles        | Belgia         |
| XI      | 1937 | Paris            | Franța         |
| XII     | 1939 | Zürich           | Elveția        |
| XIII    | 1949 | Amsterdam        | Olanda         |
| XIV     | 1951 | Leamington Spa   | Marea Britanie |
| XV      | 1954 | Copenhaga        | Danemarca      |
| XVI     | 1956 | Viena            | Austria        |
| XVII    | 1958 | Roma             | Italia         |
| XVIII   | 1961 | Madrid           | Spania         |
| XIX     | 1963 | Praga            | Cehia          |
| XX      | 1965 | București        | România        |
| XXI     | 1967 | Maryland         | USA            |
| XXII    | 1969 | München          | Germania       |
| XXIII   | 1971 | Moscova          | URSS           |
| XXIV    | 1973 | Buenos Aires     | Argentina      |
| XXV     | 1975 | Grenoble         | Franța         |
| XXVI    | 1977 | Adelaide         | Australia      |
| XXVII   | 1979 | Atena            | Grecia         |
| XXVIII  | 1981 | Acapulco         | Mexic          |
| XXIX    | 1983 | Budapesta        | Ungaria        |
| XXX     | 1985 | Nagoya           | Japonia        |
| XXXI    | 1987 | Varșovia         | Polonia        |
| XXXII   | 1989 | Rio de Janeiro   | Brazilia       |
| XXXIII  | 1993 | Peking           | China          |
| XXXIV   | 1995 | Lausanne         | Elveția        |
| XXXV    | 1997 | Antwerpen        | Belgia         |
| XXXVI   | 1999 | Vancouver        | Canada         |
| XXXVII  | 2001 | Durban           | Africa de Sud  |
| XXXVIII | 2003 | Ljubliana        | Slovenia       |
| XXXIX   | 2005 | Dublin           | Irlanda        |
| XL      | 2007 | Melbourne        | Australia      |
| XLI     | 2009 | Montpellier      | Franța         |